# Avnbøl
Avnbøl is een plaats in de Deense regio Zuid-Denemarken, gemeente Sønderborg, en telt 389 inwoners (2008). Tot 1974 had de plaats een station aan de spoorlijn Sønderborg - Tinglev.